# Apis koschevnikovi
Apis koschevnikovi là một loài Hymenoptera trong họ Apidae. Loài này được Enderlein mô tả khoa học năm 1906.